# Richard Pearson (Filmeditor)
Richard Gordon Pearson (* 3. November 1961 in Minneapolis, Minnesota) ist ein US-amerikanischer Filmeditor.

## Leben
Pearson begann seine Laufbahn in den 1990er Jahren, als er von 1994 bis 1997 mehrere Folgen der Serie New York Undercover schnitt. Im Jahr 1998 wirkte er an einigen Folgen der Miniserie From the Earth to the Moon mit, 1999 folgte mit Muppets aus dem All sein erster Kinofilm, an dem er beteiligt war.
Für sein Mitwirken an Flug 93 war Pearson 2007 zusammen mit seinen Kollegen Christopher Rouse und Clare Douglas für den Oscar in der Kategorie Bester Schnitt nominiert. Die drei gewannen im gleichen Jahr einen British Academy Film Award und wurden auch bei den Online Film Critics Society Awards ausgezeichnet.

## Filmografie (Auswahl)
- 1994–1997: New York Undercover (Fernsehserie)
- 1998: From the Earth to the Moon
- 1999: Muppets aus dem All (Muppets from Space)
- 1999: Bowfingers große Nummer (Bowfinger)
- 2000: Der Fall Mona (Drowning Mona)
- 2001: Scary Movie 2
- 2001: The Score
- 2002: Men in Black II
- 2003: Welcome to the Jungle
- 2004: Die Bourne Verschwörung (The Bourne Supremacy)
- 2005: A Little Trip to Heaven
- 2005: Rent
- 2006: Flug 93 (United 93)
- 2007: Die Eisprinzen (Blades of Glory)
- 2008: Get Smart
- 2008: James Bond 007: Ein Quantum Trost (Quantum of Solace)
- 2010: Iron Man 2
- 2012: Red Dawn
- 2012: Safe House
- 2014: Maleficent – Die dunkle Fee (Maleficent)
- 2014: Dracula Untold
- 2016: The Accountant
- 2017: Kong: Skull Island
- 2017: Justice League
- 2019: Godzilla II: King of the Monsters (Godzilla: King of the Monsters)
- 2020: Wonder Woman 1984
- 2022: Uncharted
- 2022: Lyle – Mein Freund, das Krokodil (Lyle, Lyle, Crocodile)
- 2025: The Accountant 2